# 홍콩문화중심

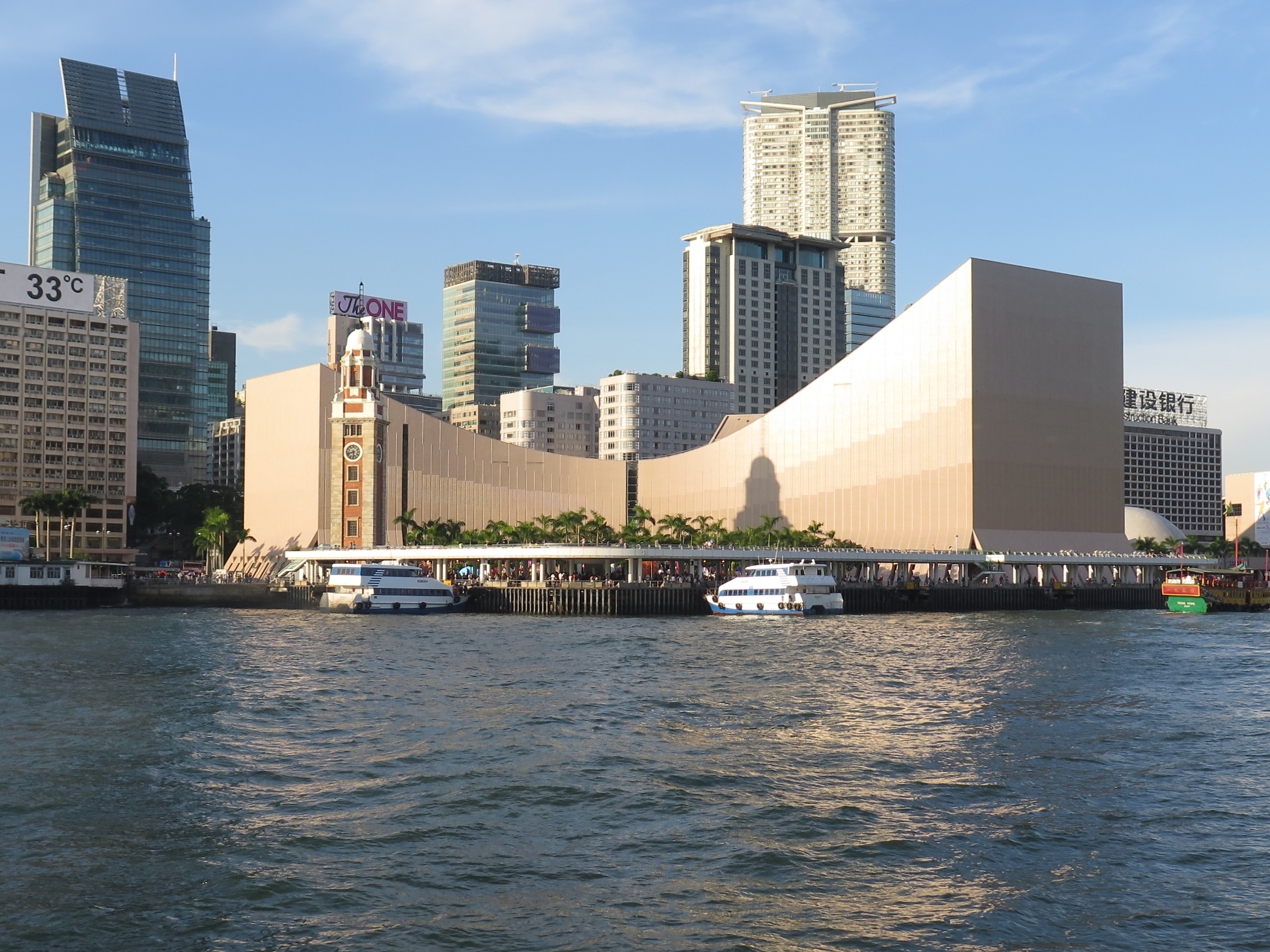
홍콩문화중심

홍콩문화중심(중국어: 香港文化中心, 영어: Hong Kong Cultural Centre)은 홍콩 짐사저이에 위치한 종합 예술 문화 시설이다. 오페라, 발레, 뮤지컬, 연극, 관현악, 실내악 등의 각종 공연이 개최되고 있다.